# Columbasellus acheron
Columbasellus acheron là một loài chân đều trong họ Asellidae. Loài này được Lewis, Martin & Wetzer miêu tả khoa học năm 2003.